# Geschichte des Sports
Sport ist ein Überbegriff, der zu Turnen, Wettkämpfen oder auch Übungen wie Laufen oder Werfen hinleitet.
Die Ursprünge des Sports liegen im Altertum.
Das moderne sportliche Denken begann mit dem rationalen Denken der Renaissance. Es wurden nun Leibesübungen wie zuvor schon in der Antike in der gesamten Breite praktiziert und erkundet. Das moderne Denken zeigte sich in der Ausformulierung eines Regelwerkes, in der Anwendung der Naturwissenschaften und der Mathematik (vor allem der Geometrie) auf den Sport. Die Leibesübungen wurden zum Zwecke der Gesundheit, des Kriegshandwerks, der Selbstverteidigung oder einfach als Wettkampfsport betrieben. Das sich wandelnde Verständnis des menschlichen Körpers zeigte sich auch im Tanz und weiteren Körperpraktiken.

## Begriff
Der Begriff Sport entstand im 18. Jahrhundert und bezeichnete ursprünglich die spezifische Form der Leibesübungen im damaligen England. Im 20. Jahrhundert wurde der Begriff vermehrt für jegliche Bewegungs- und Wettkampfformen verwendet. So werden heute auch Formen der Leibesübungen, die vor dem 18. Jahrhundert entstanden sind, rückwirkend als „Sportarten“ bezeichnet, obwohl der damalige Zeitgenosse einen anderen Begriff dafür verwendete (z. B. Gymnastik, Leibesertüchtigung).

## Sport in der Antike
Bereits in der griechischen Antike diente Sport der Steigerung der körperlichen Fitness zu militärischen Zwecken, wie sich insbesondere am Waffenlauf (Hoplitodromos) zeigte. Es gab nicht nur den aktiven, selbst betriebenen Sport, sondern auch das öffentliche Sportereignis für Zuschauer. Die olympischen Spiele der Antike waren das bedeutendste, aber nicht das einzige sportliche Großereignis. Bereits damals wurden im weitesten Sinne sportliche Wettkämpfe auch politisch genutzt. Die Darbietung zum Kanon der von der Bevölkerung erwarteten Daseinsfürsorge (Euergetismus). In der Römischen Republik diente die Finanzierung und Organisation, insbesondere von Wagenrennen und Gladiatorenkämpfen, auch der Mobilisierung von Wählerstimmen. In der römischen Kaiserzeit kam es nicht mehr auf die Mobilisierung von Wählerstimmen an, sondern auf die Beschäftigung der städtischen Bevölkerung als Kompensation für fehlende politische Mitwirkungsmöglichkeiten (Panem et circenses).

## Sport vom Hochmittelalter bis in die Frühe Neuzeit
Die bedeutendste Sportausübung des Hochmittelalters war das Turnier. Ursprünglich als Waffenübung der adligen Ritter wurde es immer stärker zum repräsentativen Spektakel. Sie wurden bis in die Frühe Neuzeit abgehalten.

## Die Entstehung und Ausbreitung des modernen Sports im 18. und 19.Jahrhundert
Sport wurde im 18. und 19. Jahrhundert als Begriff für eine spezifische Form der Leibesübungen verwendet, welche von England her nach Europa kam. Der Sport in seiner Urform zeichnete sich durch das Leistungs-, Konkurrenz- und Rekordprinzip aus. Dadurch grenzte er sich deutlich vom damals existierenden völkisch-national orientierten Turnen und anderen Formen der Leibesübungen wie der Schwedischen Gymnastik ab, da diesen die übergreifende Reglementierung und die Leistungsmessung fremd waren.
Der moderne Begriff Sport entlehnt sich dem spätlateinischen Wort disportare, was so viel heißt, wie „sich zerstreuen“. Das Wort fand über die französische Sprache (se de(s)porter) den Weg ins Englische (to disport) und ins Deutsche. Der Sport hatte somit ursprünglich im Gegensatz zum Turnwesen keiner politischen Erziehung zu dienen, sondern war eine reine Freizeitgestaltung. In der Anfangszeit konnte sich der Sport insbesondere in den Public Schools und in den im 17. Jahrhundert entstandenen Clubs institutionalisieren. Dadurch war das Sporttreiben von einer Exklusivität geprägt und einer elitären Bürger- und Adelsschicht vorbehalten. Anfang des 20. Jahrhunderts wies der österreichische Sportschriftsteller Michelangelo von Zois darauf hin, dass man bis in die 1870er Jahre hinein, anders als in England, auf dem europäischen Kontinent unter Sport lediglich Pferderennen, die Jagd und Rudern verstanden habe:

„[…] Männer, die von England kamen, wußten den staunenden Freunden zu erzählen, dass die Leute über dem Kanal, so vernünftig sie sonst auch seien, doch recht kindlichen Vergnügungen huldigen. So unterhalten sich junge Leute, einen Lederball auf einer Wiese herumzustoßen, andere wieder schlügen mit einer Art Praker [Teppichklopfer] den Ball über ein Netz u.s.w., und dieser Wahnsinn locke Zuschauer in jeder Menge herbei. Darunter gäbe es Leute in Amt und Würden – die es manchmal sogar nicht verschmähen, selbst mitzutun.“

In der Literatur wurde immer wieder auf den engen Zusammenhang zwischen der Industrialisierung und dem Sportwesen hingewiesen. So haben beide in England ihren Ausgang genommen, verliefen in ihrer Verbreitung mehr oder weniger parallel, und der Sport orientierte sich mit seinem Rekord-, Leistungs- und Konkurrenzprinzip an den gleichen Werten wie die Arbeitswelt. Zudem gab es in der Industrie wie auch im Sport eine Entwicklung zur Rationalisierung, Spezialisierung und Technisierung hin. Auch die marxistische Geschichtsforschung betont diesen engen Zusammenhang, wobei sie die exklusiven Sportclubs als Herrschaftssymbol und den Arbeiter- bzw. den Proletariersport als Disziplinierungsmaßnahme der Bourgeoisie erachtete.
Wie für die Industrielle Revolution bedurfte es auch für die Etablierung des Sports einer kulturellen Veränderung. So förderte die im Calvinismus und Puritanismus propagierte Heilserwartung den wirtschaftlichen Leistungsgedanken, den Kapitalismus und die Etablierung des Sportwesens. Zudem sorgte die Wettleidenschaft der Engländer für eine Zunahme von sportlichen Wettkämpfen, indem adelige Herren für solche Anlässe das Patronat übernahmen (patronized Sport).
Mit zunehmender Freizeit der Arbeiter gegen Ende des 19. Jahrhunderts wurde der Sport vermehrt zur Freizeitbeschäftigung einer breiten Bevölkerungsschicht. Insbesondere die Arbeitgeber waren an einer Disziplinierung ihrer Arbeiter interessiert, weshalb sie oftmals Werkssportvereine gründeten.
Im Verlauf des 19. Jahrhunderts wurden verschiedene Sportarten reglementiert, und ein internationaler Wettkampfbetrieb mit Weltmeisterschaften entstand. 1896 wurden die ersten Olympischen Spiele der Neuzeit abgehalten. Daneben wurden neue Erfindungen wie das Fahrrad, das Automobil und das Flugzeug von ihren Pionieren „versportet“ und neue Sportspiele wie Basket- (1891) und Volleyball (1895) erfunden. Selbst traditionelle Bewegungstätigkeiten wie Schwimmen und Bergsteigen gelangten in den Popularitätssog des Sports, der nun über England hinaus auf die Welt griff. Dies führte auch zu verstärkten Spannungen zwischen den Turnern und Sportlern, die bis in die zweite Hälfte des 20. Jahrhunderts andauerten. Die Sportclubs stiegen auf dem Kontinent zum größten Konkurrenten der Turner auf.
Mit der zunehmenden Popularität verlor der Sport in der zweiten Hälfte des 19. Jahrhunderts jedoch auch seine politische Indifferenz. Die industrielle Gesellschaft war geprägt von sozialem Elend und der damit verbundenen Gefahr von physischen und psychischen Erkrankungen. Im Zuge der durch Charles Darwin begründeten Evolutionstheorie entstanden der Sozialdarwinismus und die damit zusammenhängende Angst vor einer Degeneration des „Volkskörpers“. In der Folge wurden etliche Forschungskreise zur „Volks- und Rassenhygiene“ gegründet (siehe Eugenik), welche die Körperertüchtigung unter dem Leitspruch „mens sana in corpore sano“ als Vorbeugemaßnahme gegen den Niedergang des Genmaterials des Volkes propagierten.

## Die Verbreitung des Sports im 20. Jahrhundert
Mit der Erfindung des Radios und der zunehmenden Kommerzialisierung (Entstehung von Profisport) erfreute sich der Sport in den Medien einer immer größeren Beliebtheit, so dass er auch im Schul-„Turnen“ Einzug hielt, nicht zuletzt auch, weil Politiker begannen, den Beitrag des Sports zur Wehrertüchtigung als gleichwertig zum Turnen zu betrachten. Bereits 1914 entschied der Deutsche Reichstag, dass nicht nur die Durchführung der Olympischen Spiele 1916 in Berlin eine zentrale Aufgabe des Reiches sei, sondern auch die Vorbereitung der Spitzensportler, die Besoldung der Nationaltrainer, Unterstützung der Olympischen Sportverbände. Die Diskussion im Reichstag ging nicht mehr um die Frage, ob der Spitzensport finanziell unterstützt werden dürfe, sondern nur noch um die Frage, ob dies wirklich eine Aufgabe des Zentralstaates oder nicht eher als Kulturförderung eine Aufgabe der Gliedstaaten sei. Theodor Lewald überzeugte den Reichstag mit der Analogie, dass Olympische Spiele das Gleiche wie Weltausstellung seien und ebenso behandelt werden müssten. Der Spitzensport war seit der Zeit im Reichsamt des Innern integriert.
In der Zeit des Nationalsozialismus erfuhr der Sport eine propagandistische Instrumentalisierung (vgl. Veranstaltungen wie 45 Minuten Deutsche Leibesübungen oder die Propagandafilme von Leni Riefenstahl anlässlich der Olympischen Spiele von 1936 in Berlin). Als die Nationalsozialisten an die Macht kamen, hatten sie für den Sport noch kein eigenes Programm; da es in allen Organisationen Nationalsozialisten gab, konnte auch niemand eine dominierende Stellung als Reichssportkommissar oder -führer für sich beanspruchen. In dieser Situation entschied man sich, dem italienischen faschistischen Vorbild zu folgen. Im Hinblick auf die Rolle der Frau waren die Nationalsozialisten in ihrer Sportpolitik nicht einheitlich: Einerseits waren in internationalen Vergleichskämpfen und Olympischen Spielen die Medaillen von Frauen genauso viel wert wie die der Männer, sollten also im Sinne des Propagandaministeriums auf jeden Fall maximiert werden. Andererseits übertrug das biologistische Denken den Frauen die Rassenpflege und die Reproduktion. Hierbei wurden die alten Auseinandersetzungen zwischen Sport (=Leistung und Spezialisierung) und Turnen (=Fitness im Interesse der besseren Reproduktionsfähigkeit) wieder deutlich.
Nach dem Zweiten Weltkrieg spielten sich die Auseinandersetzungen des Kalten Krieges (1945–1989) auch im Rahmen des Sports und der internationalen Sportbeziehungen ab. Insbesondere für die DDR bot der Sport eine Arena, in der sie sich gegen den Alleinvertretungsanspruch der Bundesrepublik Deutschland behaupten und trotz wirtschaftlicher Schwächen eine Überlegenheit demonstrieren konnte.
Die Nachkriegszeit war auch von kürzerer Arbeitszeit, einer Zunahme des Konsums und einem Wertewandel (Individualisierung) geprägt. Dadurch weichten die Grenzen zwischen den sozialen Schichten (d. h. zwischen Arbeiter und Bürgerlichen) auf (siehe Sozialstruktur), weshalb auch die ehemaligen ideologischen Gräben zwischen den bürgerlichen Turnern, den Sportlern und den Arbeitersportlern verschwanden.
Durch die wachsenden Anforderungen im Leistungssport verstärkte sich die Tendenz zur Professionalisierung im Amateursport, die auch mit der Entwicklung von systematischem Doping einherging. Öffentlich bekannt wurde der Einsatz von Doping insbesondere durch Todesfälle wie den der westdeutschen Leichtathletin Birgit Dressel, durch positive Dopingkontrollen wie im Fall von Ben Johnson sowie durch die Aktenöffnung nach der Wende und friedlichen Revolution in der DDR, bei der ein System von staatlich kontrolliertem Doping sichtbar wurde.
Zudem entstand besonders seit den 1990er Jahren ein kommerzialisierter Freizeit- und Sportmarkt, in dem sich die traditionellen Turn- und Sportvereinen mit neuen und zum teils identischen Angeboten zurechtfinden mussten, was zu einem Identitätsproblem der Vereine geführt hat. Die Kommerzialisierung von Trendsportarten durch Sportartikelhersteller und Sponsoren (Bsp. Beachsoccer – Puma und GE Money) führte zusätzlich zu einem teilweisen Ersatz des lebenslangen Vereinsmitgliedes durch den „Vereinshopper“ (d. h. Personen, die häufig die Vereine wechseln) und den Individualsportler aus dem Fitnesscenter oder auf der Straße.
Ein weiteres Phänomen ist die gestiegene Fangewalt, welche zwar schon immer im Sport vorhanden war, jedoch erst mit dem Aufkommen des „Hooliganismus“ zu einem Problem für die Sportvereine und die Politik wurde.

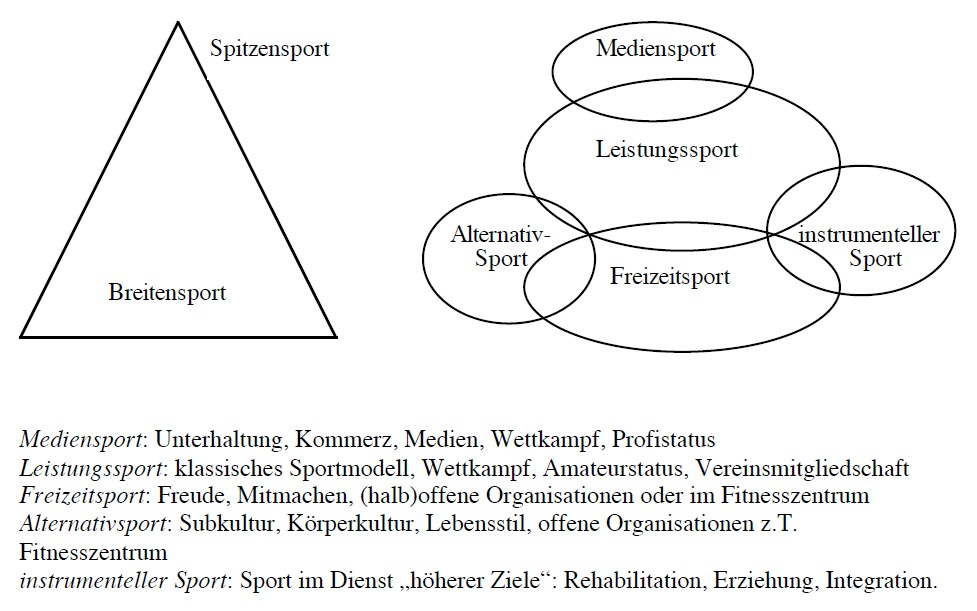
Die Einteilung des Sports nach Markus Lamprecht und Hanspeter Stamm.

Durch den Konsum und Wertewandel wurde nicht nur das Turnen zu einer Sportart unter vielen, sondern es entstand eine Vielzahl von Sportarten und -formen, so dass heute fast jeder Mensch einen Bezug zum Sport hat. Pädagogen und Soziologen sprechen deshalb davon, dass die „Versportung“ der Gesellschaft auf den Sport rückwirkt, der dadurch selber „entsportet“ wird. Wo Sport heute beginnt (Krankengymnastik?, Boccia?, Inlineskating?) oder aufhört (Saunieren?) ist nicht mehr festzumachen. Markus Lamprecht und Hanspeter Stamm schlagen deshalb vor, dass das ehemalige „Pyramidenmodell“ des Sports, das noch zwischen Breiten- und Spitzensport unterschied und die Vereine als Institutionen benötigte, durch ein differenzierteres Modell ersetzt wird (Medien-, Leistungs-, Alternativ- und Freizeitsport sowie der instrumentelle Sport).